# Terminal Invasion
Terminal Invasion ist ein Low-Budget Science-Fiction-Horrorfilm von Regisseur Sean S. Cunningham aus dem Jahr 2002, der die Invasion von Außerirdischen behandelt. In Deutschland wurde der Film ab dem 24. Juli 2003 auf DVD vermarktet.

## Handlung
Ein Flughafen in den Rocky Mountains wird durch einen Schneesturm von der Außenwelt abgeschnitten und zahlreiche Fluggäste sitzen in der Lobby fest. Probleme bringt die Ankunft zweier Vollzugsbeamter und dem verurteilten Mörder Jack, die wegen des Schneesturms Schutz im Flughafen suchen. Zudem bereiten als Menschen getarnte Außerirdische ihre Invasion auf die Erde in ebendiesem Flughafen vor und bringen zahlreiche Menschen um.

## Kritik
„Billiger Horrorfilm mit etlichen Anleihen bei großen Vorbildern, der das Spiel mit dem Schrecken nicht allzu ernstnimmt.“